# Marcel Bergen
Marcel Bergen (Jemeppe, 27 februari 1937 – 24 juni 2023) was een Belgisch marxistisch politicus voor de Communistische Partij van België. Bergen was voorzitter van de Luikse Federatie van de Communistische Partij Wallonië-Brussel. Tevens werd hij gemeenteraadslid in Seraing en provincieraadslid in Luik sinds de lokale verkiezingen van 2012 als verruimingskandidaat voor PVDA+. Hij hield zijn mandaat tot 2018.